# Lion Capital
Lion Capital LLP är ett brittiskt multinationellt riskkapitalbolag som specialiserar sig på att äga och driva företag inom branscherna konsumtionsvaror och mode på kontinenterna Europa och Nordamerika. De har gjort investeringar i bland annat American Apparel, Findus, Jimmy Choo Ltd, Kettle Foods, Picard Surgelés, Vaasan och Weetabix.
Lion har sitt ursprung ur den amerikanska riskkapitalbolaget Hicks, Muse, Tate & Furst och var från 1998 deras europeiska dotterbolag och leddes av Robert Darwent och Lyndon Lea. 2004 valde man bli avknoppad från sitt amerikanska moderbolag och Darwent och Lea grundade tillsammans med Neil Richardson dagens självständiga Lion Capital.
De har sina verksamheter i London i England och i Los Angeles i Kalifornien och för 2014 förvaltade de ett kapital på omkring €5 miljarder.